# Arcadia (Louisiane)
Pour les articles homonymes, voir Arcadia.
La ville d'Arcadia est située au Nord de l'État de la Louisiane près de la frontière avec l'Arkansas. Elle est le siège de la paroisse de Bienville.

## Géographie
La ville d'Arcadia comptait 2 919 habitants lors du recensement de la population de 2010. Arcadia est la commune la plus élevée de toute la Louisiane avec 117 mètres d'altitude.
Le bayou du lac Noir prend sa source à quelques kilomètres de la ville d'Arcadia avant de s'écouler sur plus de 160 kilomètres vers sa confluence avec la rivière Rouge.

## Histoire
La ville fut dénommée Arcadia plus vraisemblablement en raison de la région grecque de l'Arcadie qu'en rapport avec la région canadienne française de l'Acadie dont beaucoup d'émigrants étaient originaires avant le Grand dérangement qu'ils subirent au XVIIIe siècle de la part des forces anglaises qui les chassèrent de chez eux et trouvèrent refuge en Louisiane française.
Le 23 mai 1934, le célèbre couple criminel Bonnie et Clyde fut tué, par la police, près de la ville d'Arcadia, non loin de leur repaire situé près du bayou du lac Noir et du lac Noir.

## Liens externes

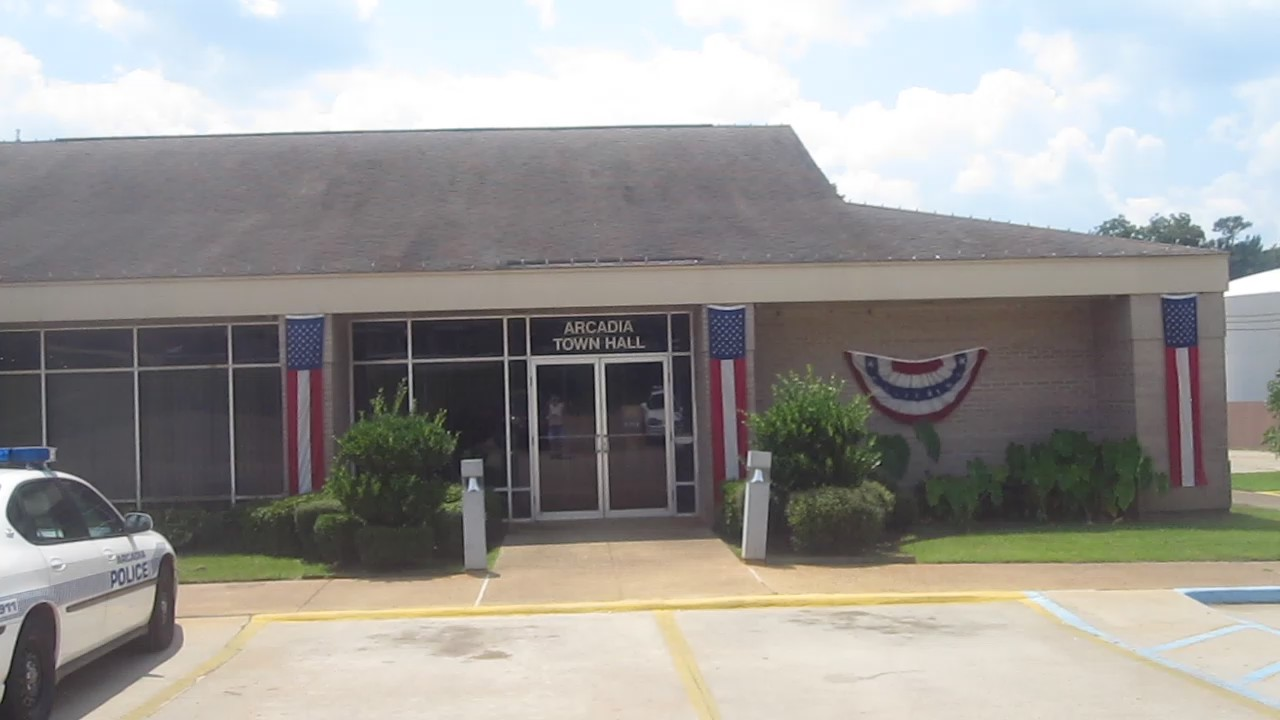
Mairie de la ville d'Arcadia.

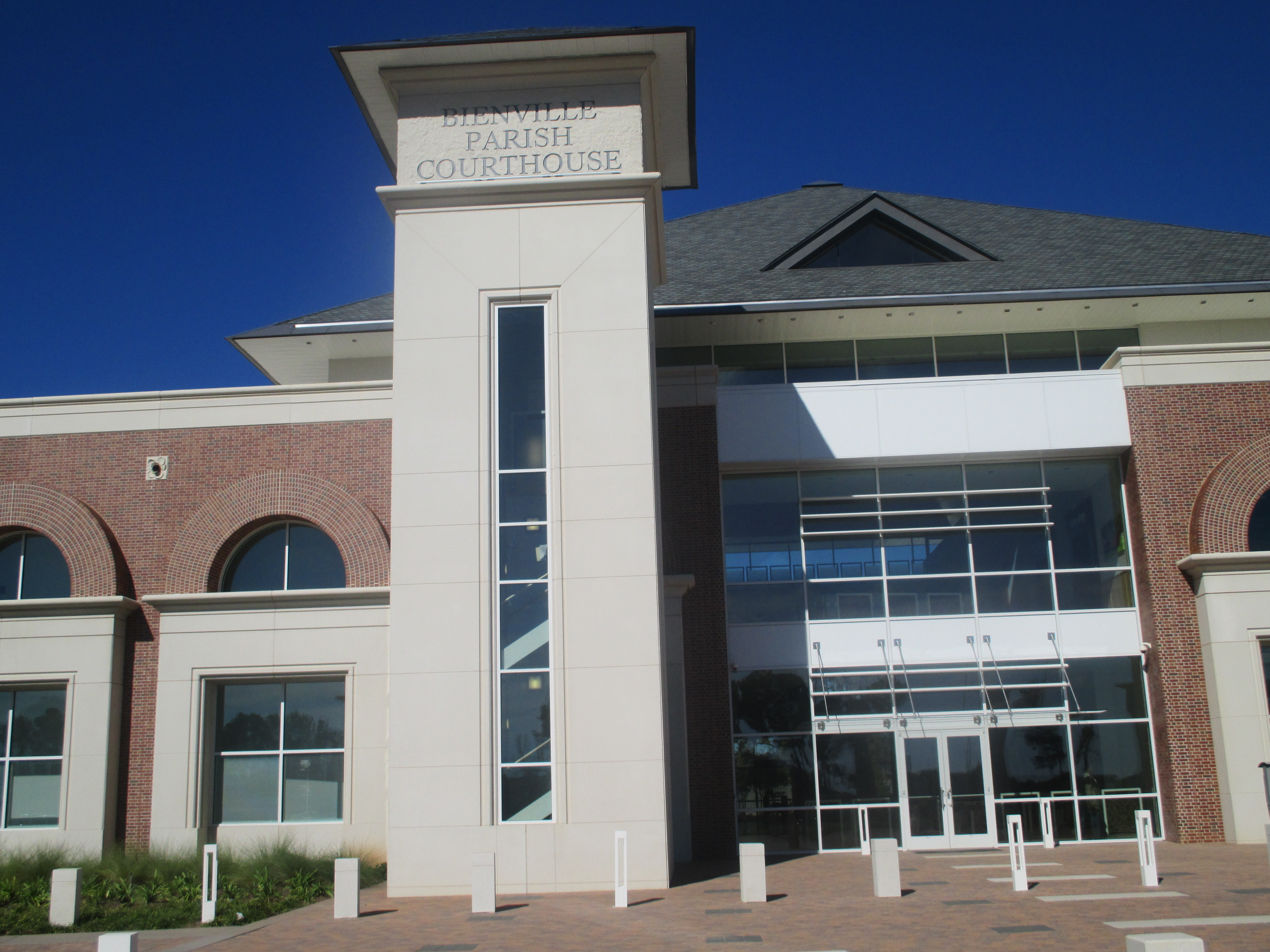
Nouveau palais de justice de la paroisse de Bienville édifié à Arcadia.